# Jakub Holoubek
Jakub Holoubek (* 10. Januar 1992) ist ein tschechischer Skeletonsportler.
Jakub Holoubek begann 2008 mit dem Skeletonsport und gehört seitdem auch zum Nationalkader seines Landes. Im Dezember 2008 gab er sein internationales Debüt im Skeleton-Europacup und wurde in seinen beiden ersten Rennen in Altenberg jeweils 29. Einen Monat später belegte er bei den Junioren-Weltmeisterschaften 2009 in Königssee den 20. Platz. Mit einem 12. Rang in Königssee und Platz elf in Igls schob der Tscheche sich in der Saison 2009/10 in die Nähe der Top-Ten-Resultate. Diese Entwicklung konnte Holoubek in der Saison 2010/11 nicht ganz fortsetzen und kam über einen 16. Platz in Altenberg als bestem Resultat nicht hinaus. Dennoch wurde er von seinem Verband für die Skeleton-Weltmeisterschaft 2011 in Königssee nominiert, wo er den 29. Platz belegte.